# ویلیام رنکویست
ویلیام رِنکویست (انگلیسی: William Rehnquist; ۱ اکتبر ۱۹۲۴ – ۳ سپتامبر ۲۰۰۵) سیاست‌مدار اهل ایالات متحده آمریکا بود.